# سال گودمن
ساول گودمن (به انگلیسی: Saul Goodman)، یک وکیل خودمحور و بی‌باک ساکن آلبوکرکی در ایالت متحده آمریکا است که تاکتیک‌های خود را به عنوان یک کلاهبردار سابق پذیرفته و درگیر دنیای جنایتکار شهر می‌شود.
در سریال بریکینگ بد، او به عنوان مشاور آشپز مت‌آمفتامین، والتر وایت (برایان کرانستون) و جسی پینکمن (آرون پال) نقش مهمی در توسعه امپراتوری مواد مخدر آنها ایفا می‌کند.
شخصیت‌پردازی سال و بازی باب ادنکیرک مورد تحسین منتقدان و مردم قرار گرفته است. او اغلب به عنوان یکی از بهترین شخصیت‌های تلویزیونی در تمام دوران در نظر گرفته می‌شود.